# Olaberri
Olaberri es una entidad de población española del municipio de Lónguida, perteneciente a la Comunidad Foral de Navarra.

## Historia
Hacia mediados del siglo XIX, el lugar, ya por entonces perteneciente a Lónguida, tenía contabilizada una población de 34 habitantes. Aparece descrito en el duodécimo volumen del Diccionario geográfico-estadístico-histórico de España y sus posesiones de Ultramar de Pascual Madoz con las siguientes palabras:

OLABERRI: l. del ayunt. y valle de Longuida, en la prov. y c. g. de Navarra, part. jud. de Aoiz (1 leg.), aud. terr. y dióc. de Pamplona (4). sit. en una pendiente entre 2 cerros y á la márg. izq. del riach. Gurpegui; clima templado; el combaten los vientos N. y S., y se padecen inflamaciones y catarros. Tiene 6 casas; igl. parr. de entrada, dedicada á San Juan Bautista y servida por un vicario de provision del cabildo de Roncesvalles; cementerio contiguo á la igl. y una fuente junto al l., de buenas aguas; los niños acuden á la escuela de Erdozain. El term. confina: N. Zazpe; E. Itoiz; S. Erdozain, y O. Beortegui; comprendiendo dentro de su circunferencia algunos trozos de monte poblados de robles, pinos, bojes y aliagas; un pequeño soto al NE., y prados con pastos para los ganados: el terreno es secano y poco productivo, y en él tiene origen el arroyo Gurpegui. caminos: los de pueblo á pueblo, en mediano estado: el correo se recibe de Aoiz. prod.: trigo, avena, habas, yeros, maiz y patatas; cria de ganado vacuno, lanar y cabrio; caza de perdices y liebres. pobl.: 6 vec., 34 alm. riqueza: con el valle (V. el art. Longuida).
(Madoz, 1849, p. 226)

En 2022, tenía empadronados dos habitantes.